# Ульяновский институт гражданской авиации
Ульяновский институт гражданской авиации имени Главного маршала авиации Б.П. Бугаева (УИ ГА) — федеральное государственное бюджетное образовательное учреждение высшего образования в Ульяновске. С 1992 по 2015 год — Ульяновское высшее авиационное училище гражданской авиации (УВАУ ГА). Осуществляет подготовку пилотов гражданской авиации, диспетчеров ОВД и других авиационных специалистов. В структуре института три факультета: Факультет лётной эксплуатации и управления воздушным движением (ФЛЭиУВД), Факультет подготовки авиационных специалистов (ФПАС), Факультет безотрывных форм обучения (ФБФО).
Подготовка пилотов осуществляется на лёгком одномоторном самолёте Diamond DA40 (первоначальная подготовка) и лёгком двухмоторном самолёте Diamond DA42 (выпускной тип). Учебно-тренировочные полёты проводятся на аэродромах: Ульяновск (Баратаевка) и в окрестностях села Красный Гуляй — «Солдатская Ташла».
В 2009 году филиалами училища стали: Краснокутское лётное училище гражданской авиации, Сасовское лётное училище гражданской авиации и Омский лётно-технический колледж гражданской авиации имени А.В. Ляпидевского.

## Подготовка специалистов

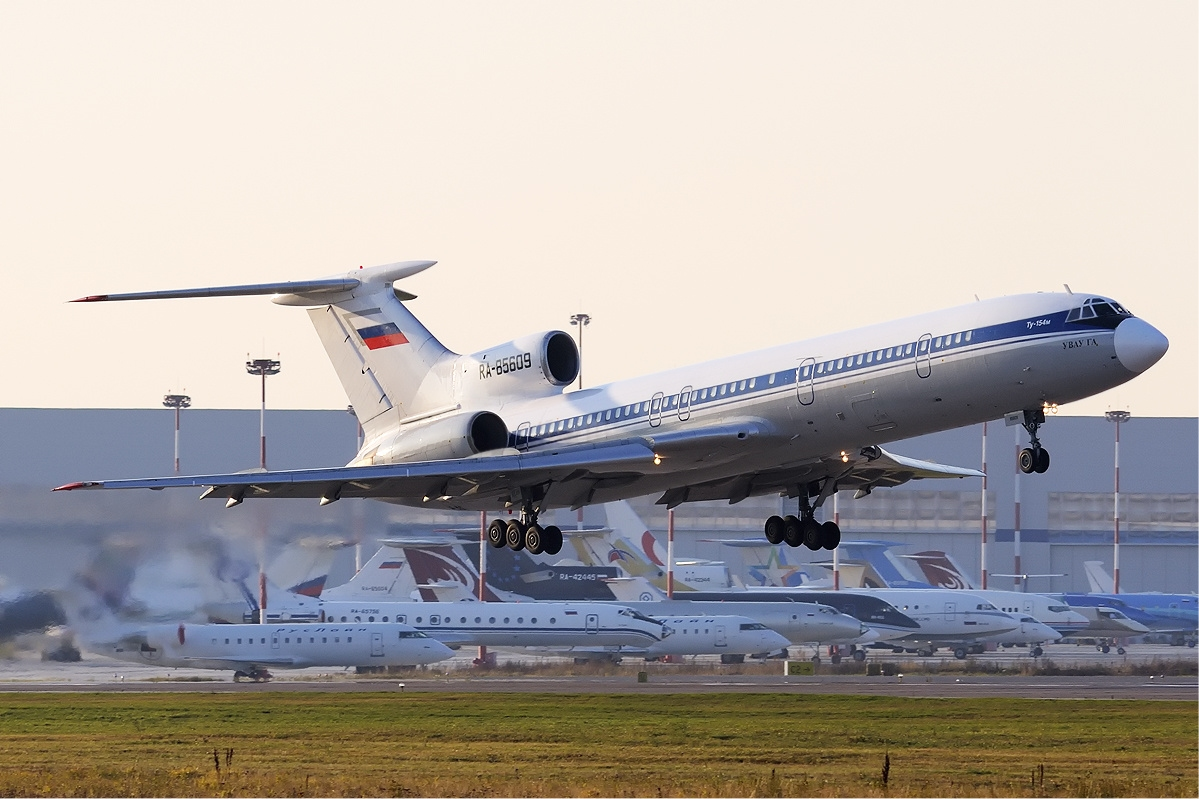

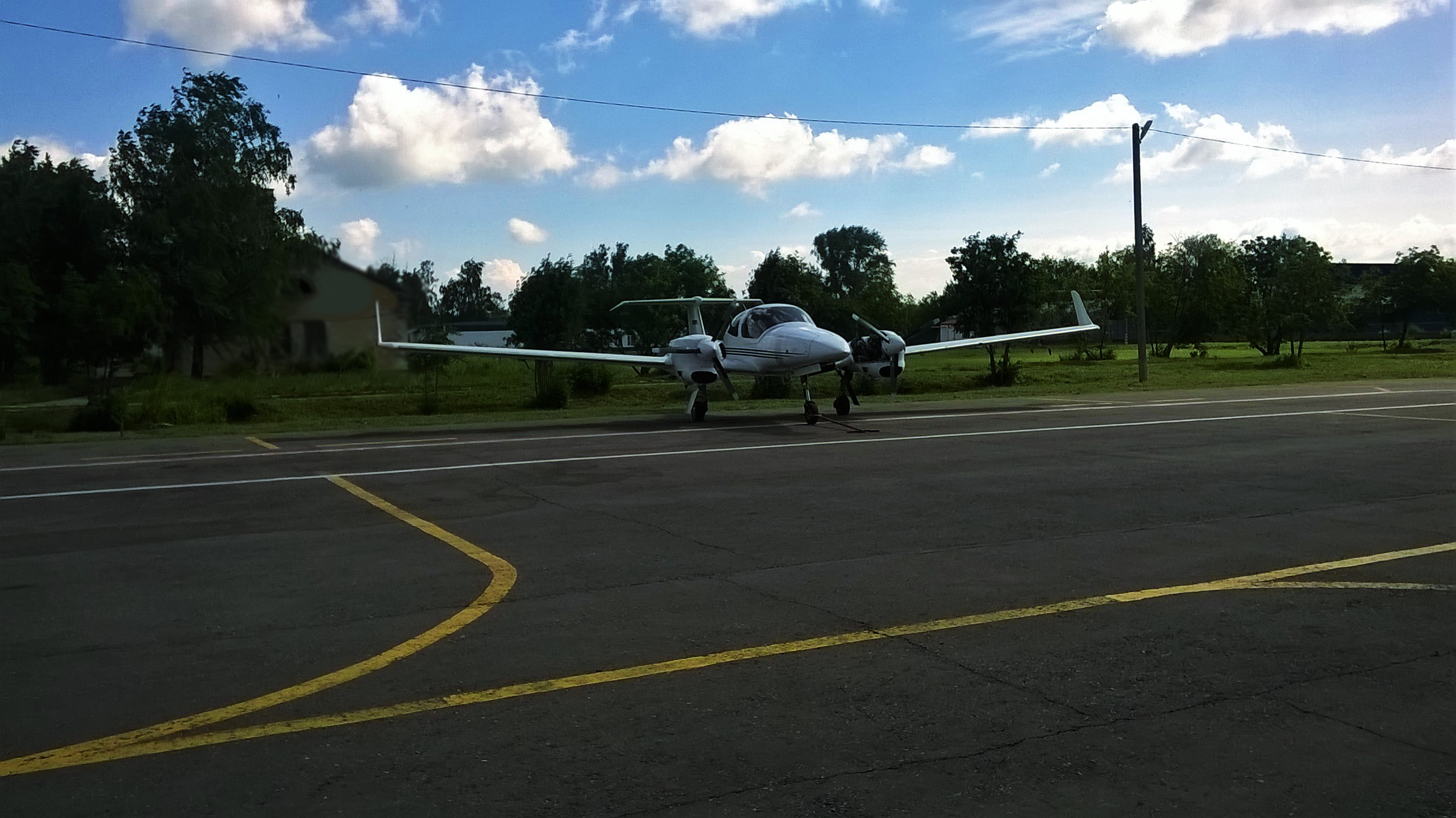
Выпускной учебный самолёт Diamond DA-42 на аэродроме Ульяновск (Баратаевка).

УИ ГА проводит подготовку специалистов по следующим направлениям:

#### Специалитет
1. Организация лётной работы (пилот, 5 лет обучения);
2. Организация воздушного движения (авиадиспетчер);
3. Организация радиотехнического обеспечения полётов воздушных судов (инженер РТОП).

#### Бакалавриат

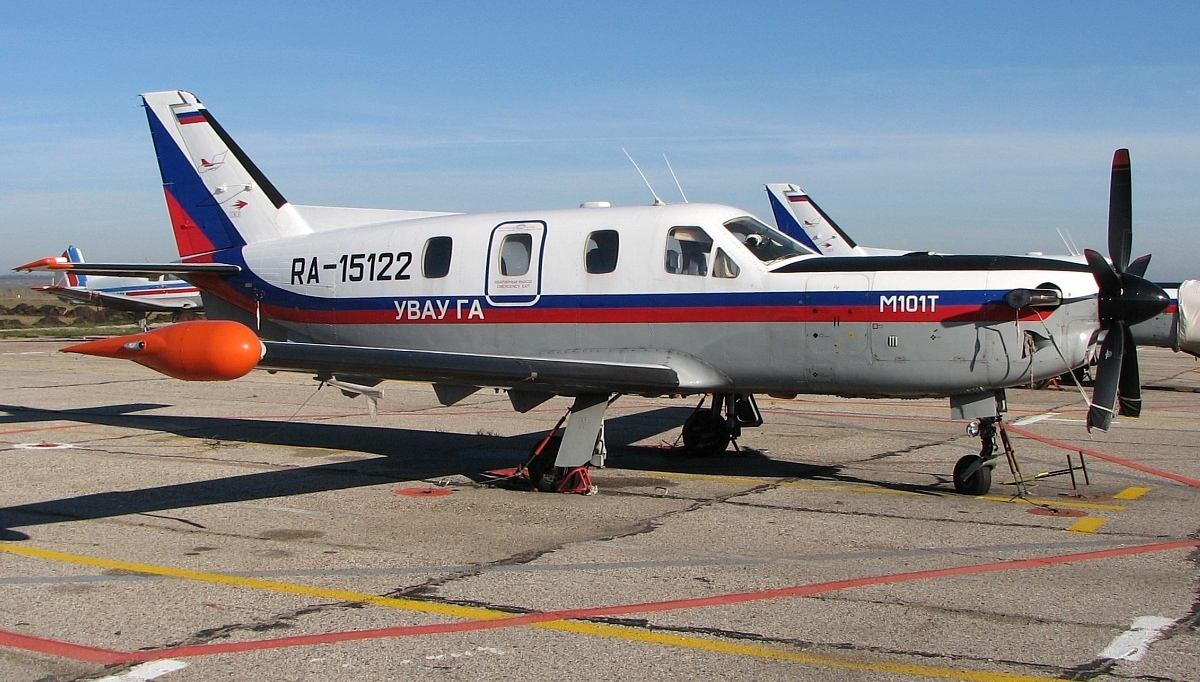
Самолёт М-101Т УВАУ ГА.

1. Лётная эксплуатация гражданских воздушных судов (пилот, 4 года обучения);
2. Поисковое и аварийно-спасательное обеспечение полётов воздушных судов (спасатель);
3. Организация, обеспечение и обслуживание полётов беспилотных авиационных систем;
4. Организация и обеспечение бизнес-процессов на воздушном транспорте;
5. Управление качеством в авиатранспортных системах;
6. Авиатопливообеспечение воздушных перевозок;
7. Организация аэропортовой деятельности;
8. Организация и обеспечение воздушных перевозок;
9. Обеспечение безопасности технологических процессов и производств на воздушном транспорте;
10. Организация и обеспечение транспортной безопасности.

Магистратура
1. Управление поиском и спасанием;
2. Управление аэропортовой деятельностью;
3. Управление транспортной безопасностью;
4. Управление авиатопливообеспечением.

Аспирантура
1. Аэронавигация и эксплуатация авиационной техники.

## История учебного заведения
УИ ГА является старейшим в России учебным заведением по подготовке лётного состава для гражданской авиации.
Училище ведёт свою историю с 19 сентября 1935 года, когда в Батайске — небольшом городке близ Ростова-на-Дону — при 1-й объединённой школе пилотов и авиатехников ГВФ были организованы Курсы высшей лётной подготовки (КВЛП), основной целью которых была «переподготовка пилотов по самолётовождению, по приборам, по радио, ночью и в затруднительных метеорологических условиях, а также переподготовка пилотов в высший класс и на тяжёлые самолёты» (из приказа по Главному управлению ГВФ от 19.09.35 № 270). 

В то время первоначальная подготовка пилотов велась на самолётах Р-1, У-2, а высшую подготовку проводили на самолётах АНТ-9, АНТ-4, СБ, ПС-84.
Летом 1939 года в связи с обострением международной обстановки Батайская объединённая школа была передана ВВС РККА, а КВЛП переведены в город Минеральные Воды.

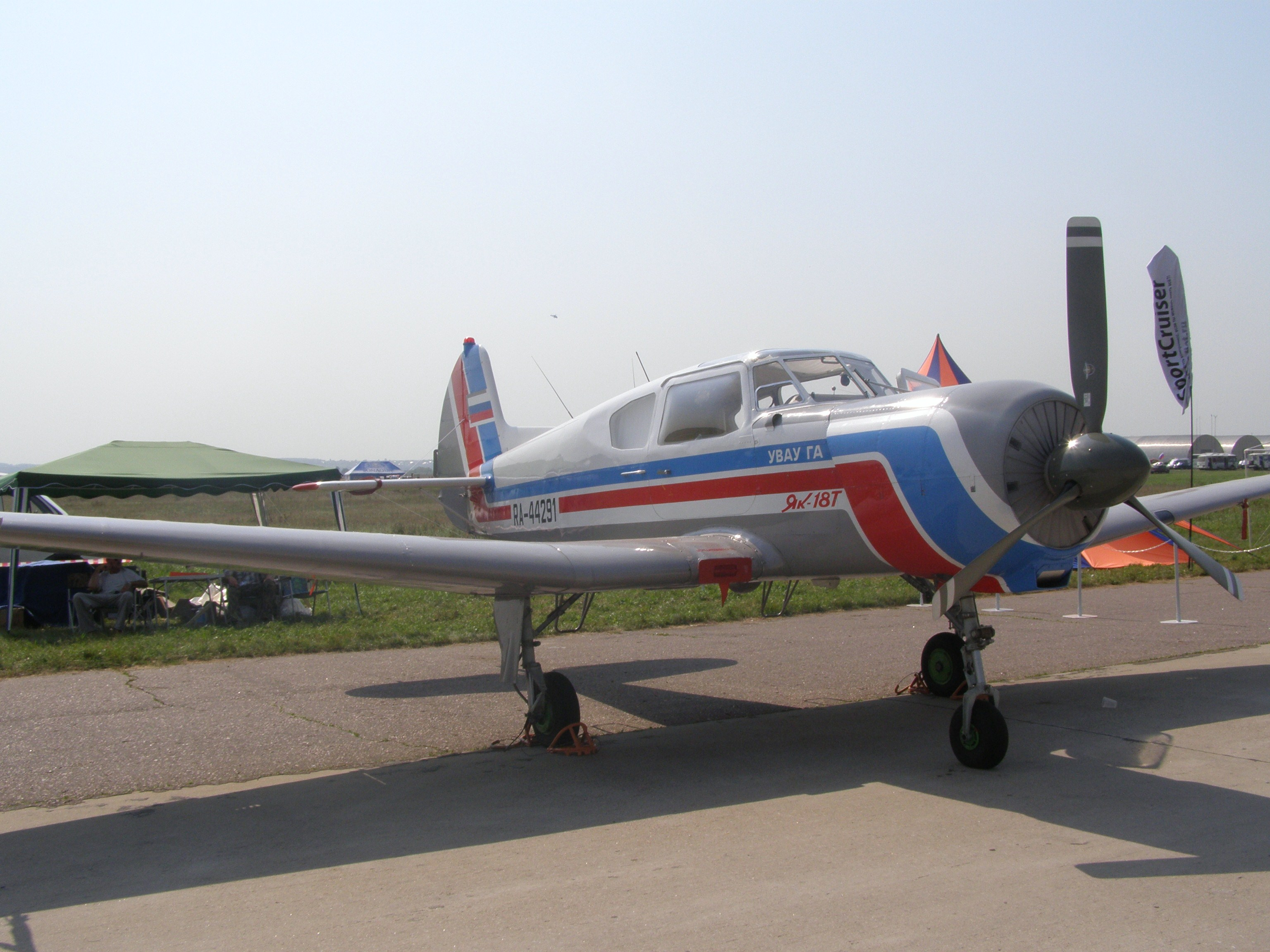
Як-18Т УВАУ ГА, новой, 36 серии на авиасалоне МАКС-2007.

В октябре 1941 года в связи с приближением линии фронта к Ростов-на-Дону КВЛП были перебазированы в Ташкент. Главной задачей КВЛП стала подготовка экипажей на самолёты Ил-2.
В мае 1944 года КВЛП вернулись в Минеральные Воды, где продолжали эту работу, а с 1947 года началась подготовка экипажей ГВФ на новый самолёт Ил-12.
В том же 1947 году КВЛП были реорганизованы в Школу высшей лётной подготовки (ШВЛП), которая была перебазирована в Бугуруслан Оренбургской области (БЛУГА), а в 1950 году — в Ульяновск.
В 1955 году была начата подготовка лётного состава на самолёты Ил-14, а в 1958 году — на самолёты с газотурбинными двигателями Ан-10 и Ил-18. В начале 1960-х годов в ШВЛП начали освоение первого реактивного гражданского самолёта Ту-104.
В ноябре 1955 в Ульяновской ШВЛП стали заниматься подготовкой иностранных экипажей, когда прибыли авиационные специалисты из Восточной Германии. А с 1957 года начиналась массовая подготовка экипажей из ряда стран. Пилоты, бортмеханики, радисты из ГДР осваивали Ил-14, на этом же самолёте учились летать экипажи из Болгарии, Румынии, Венгрии. А когда в первый авиаотряд поступили турбовинтовые Ил-18 и Ан-10, началось обучение пилотов из Гвинеи, Мали, Ганы и других стран Азии и Африки.

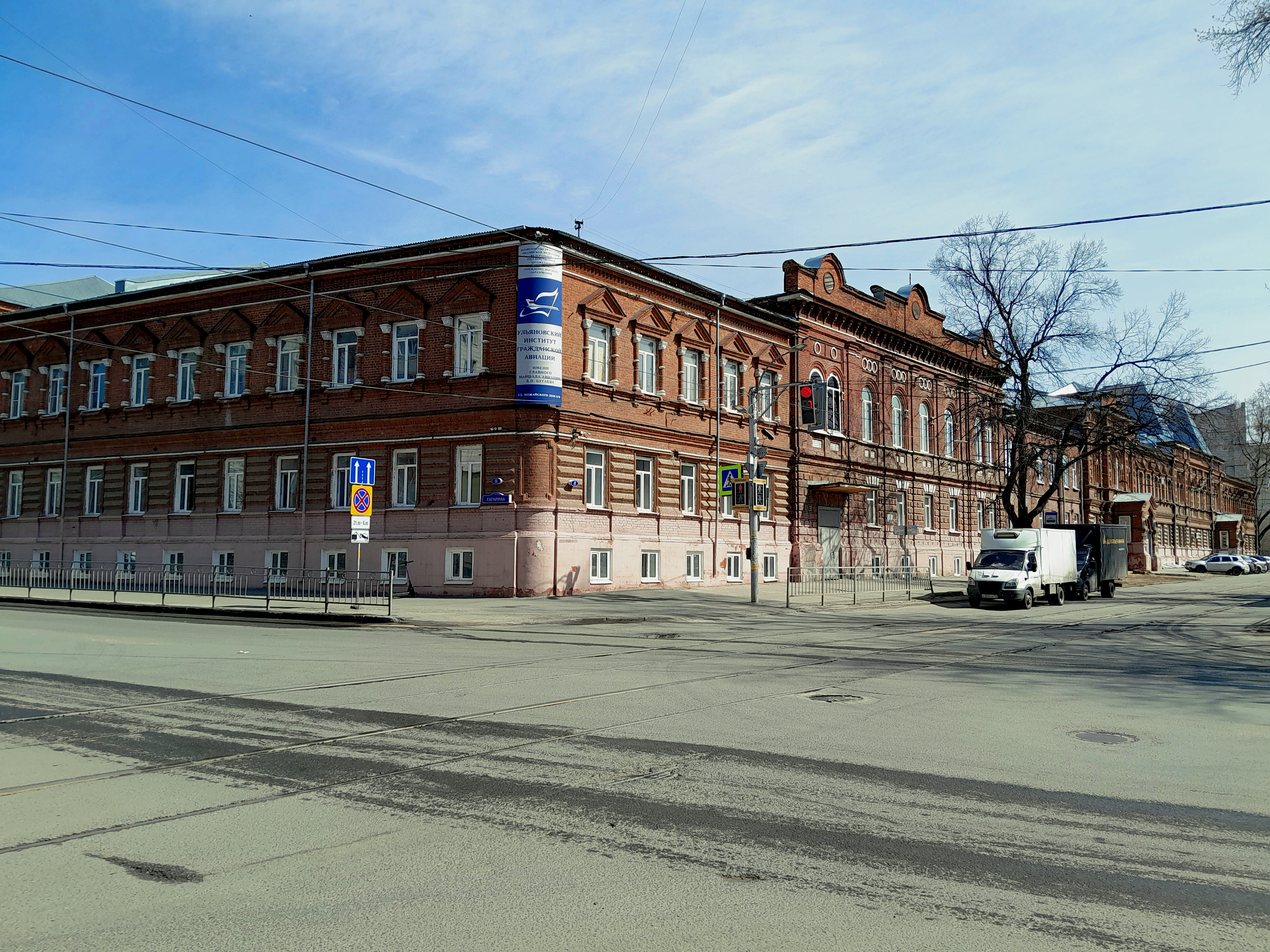
Ульяновский институт ГА (старый корпус).

С 1962 по 1972 год в ШВЛП были освоены самолёты Ту-124, Ту-134, Ту-154, Ан-24.
Самолёт Ту-134 ШВЛП (командир — Иван Антонович Таращан, начальник ШВЛП), второй пилот А. Е. Яновский, штурман-инструктор А. А. Стешкин, бортмеханик-инструктор Г. С. Галкин) использовался при съемках фильма «Невероятные приключения итальянцев в России» летом 1973 года, которые проходили в окрестностях села Солдатская Ташла и в аэропорту Ульяновск-Центральный.
В 1973 году за большие успехи в развитии воздушного транспорта, значительный вклад в выполнение планов по подготовке высококвалифицированных лётных кадров и освоение новой техники Ульяновская ШВЛП была награждена орденом Ленина.
В декабре 1974 года было принято решение на базе ШВЛП создать Центр совместного обучения лётного, технического и диспетчерского персонала гражданской авиации стран — членов Совета экономической взаимопомощи (СЭВ), получивший название Центр гражданской авиации стран участниц СЭВ (Центр ГА стран СЭВ).

Первая очередь строительства включала учебно-лабораторный и тренажерный комплексы, гостиницу на 700 мест, во вторую очередь планировалось построить медико-санитарную часть, клубно-спортивный комплекс, бассейн и другие объекты. Строительство важнейших объектов Центра было завершено к 8 февраля 1983 года, и тогда состоялось его открытие, хотя подготовка специалистов для стран СЭВ проводилась с 1980 года. Председателем методического совета избран начальник Центра ГА СЭВ П. П. Муштатов. В этот период была начата подготовка лётного состава на самолёты Ил-62, Ил-76, Ил-86, Як-42.

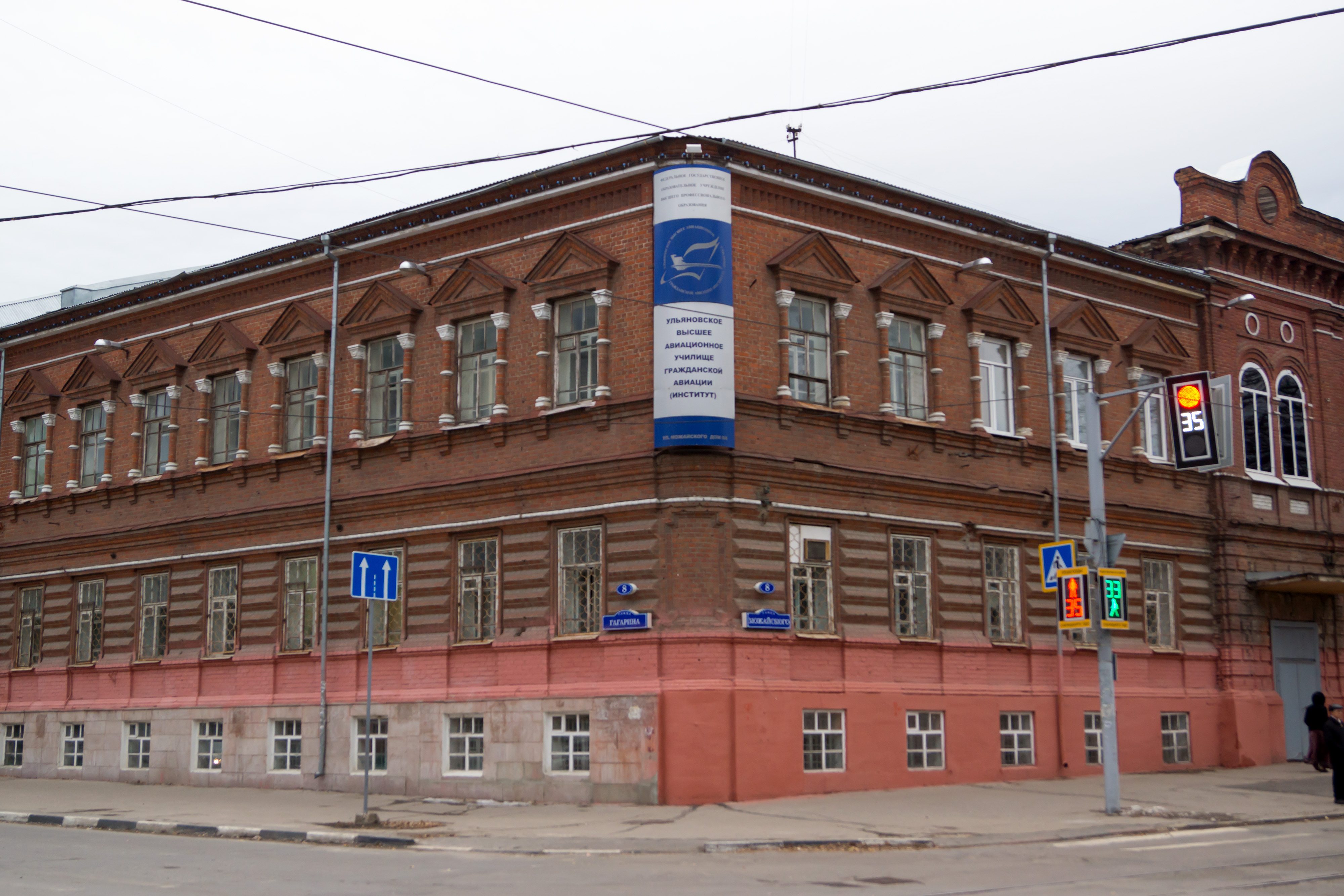
Одно из зданий института.

9 февраля 1983 года на торжественное открытие первой очереди ордена Ленина Центра совместного обучения Летного, технического и диспетчерского персонала гражданской авиации-стран участниц СЭВ (Центр ГА СЭВ) прибыли делегации — Болгарии, Венгрии, ГДР, Кубы, Монголии, Польши, Румынии, Чехословакии, во главе с первым заместителем министра гражданской авиации СССР Назаров А. И.
За период с 1980 по 1985 год было подготовлено более 15 тысяч авиационных специалистов из 40 стран мира.
В 1983 году при Центре был организован Музей истории гражданской авиации СССР, в котором кроме четырёх залов, где собраны около 7000 экспонатов и документов, на открытых стоянках представлены 28 самолётов и вертолётов, в том числе первый реактивный пассажирский самолёт Ту-104 и первый сверхзвуковой пассажирский самолёт Ту-144.
20 сентября 1985 года Центр, который тогда праздновал свой полувековой юбилей, был награждён орденом Дружбы народов.
В связи с распадом СССР высшие лётные училища гражданской авиации, базировавшиеся в Актюбинске и Кировограде, оказались за пределами России. В результате возникла проблема подготовки лётного состава с высшим образованием для авиапредприятий Российской Федерации, для решения которой в 1992 году было предложено на базе Центра создать высшее авиационное училище. Результатом работы, проведённой под руководством ректора училища заслуженного пилота СССР В. М. Ржевского стало распоряжение Правительства Российской Федерации от 23.10.92 № 1931-р «О создании Ульяновского высшего авиационного училища гражданской авиации» (УВАУ ГА), и летом 1993 года был произведён первый набор курсантов — по специализации «лётная эксплуатация воздушных судов».
В дальнейшем сфера деятельности училища по подготовке авиационных специалистов с высшим образованием непрерывно расширялась:

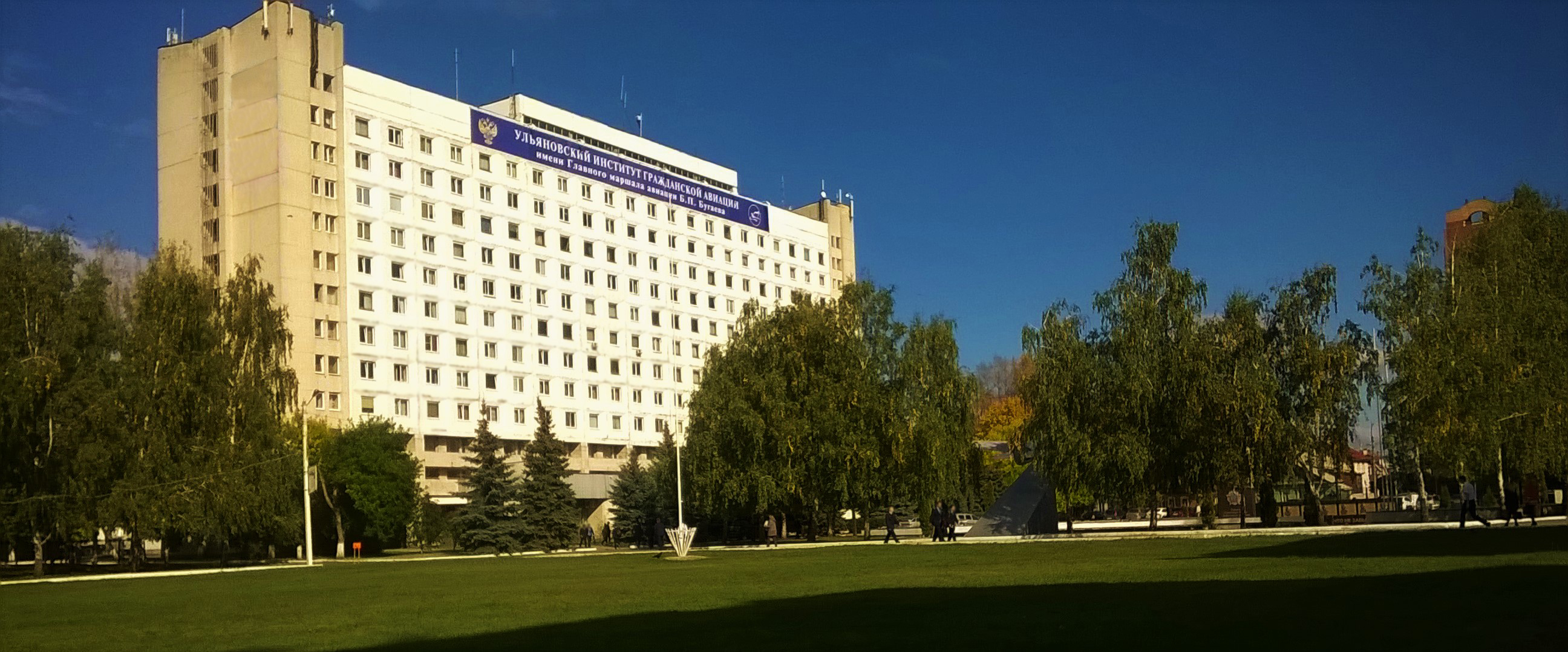
Гостиница «Авиационная» — главное общежитие УИ ГА

- 1994 год — начата подготовка инженеров по УВД (авиадиспетчеров);
- 1995 год — начата подготовка студентов по заочной форме обучения;
- 1996 год — открыта военная кафедра;
- 1998 год — первый выпуск инженеров-пилотов;
- 1998 год — открыта аспирантура;
- 1998 год — первый выпуск инженеров по УВД;
- 2000 год — начата подготовка бортинженеров по заочной форме обучения;
- 2000 год — начата подготовка спасателей и менеджеров;
- 2003 год — первый выпуск бортинженеров (отделение заочного обучения);
- 2017 год — первый выпуск пилотов-бакалавров.

В 2009 году филиалами училища стали — Краснокутское лётное училище гражданской авиации, Сасовское лётное училище гражданской авиации и Омский лётно-технический колледж гражданской авиации имени А.В. Ляпидевского.

Памятник на территории УИ ГА.

8 мая 2011 года состоялось открытие памятника Героям Советского Союза — работникам училища, участникам Великой Отечественной войны.
8 мая 2012 года на территории Ульяновского высшего авиационного училища гражданской авиации торжественно был открыт памятник самолёту-герою, самолёту первоначальной подготовки Як-18.
В 2013 году был построен Храм во имя преподобного Сергия Радонежского при Ульяновском институте гражданской авиации имени главного маршала авиации Б. П. Бугаева.
По состоянию на февраль 2013 года в училище обучалось 1030 курсантов-пилотов. В том же году училищем было выпущено 137 пилотов.

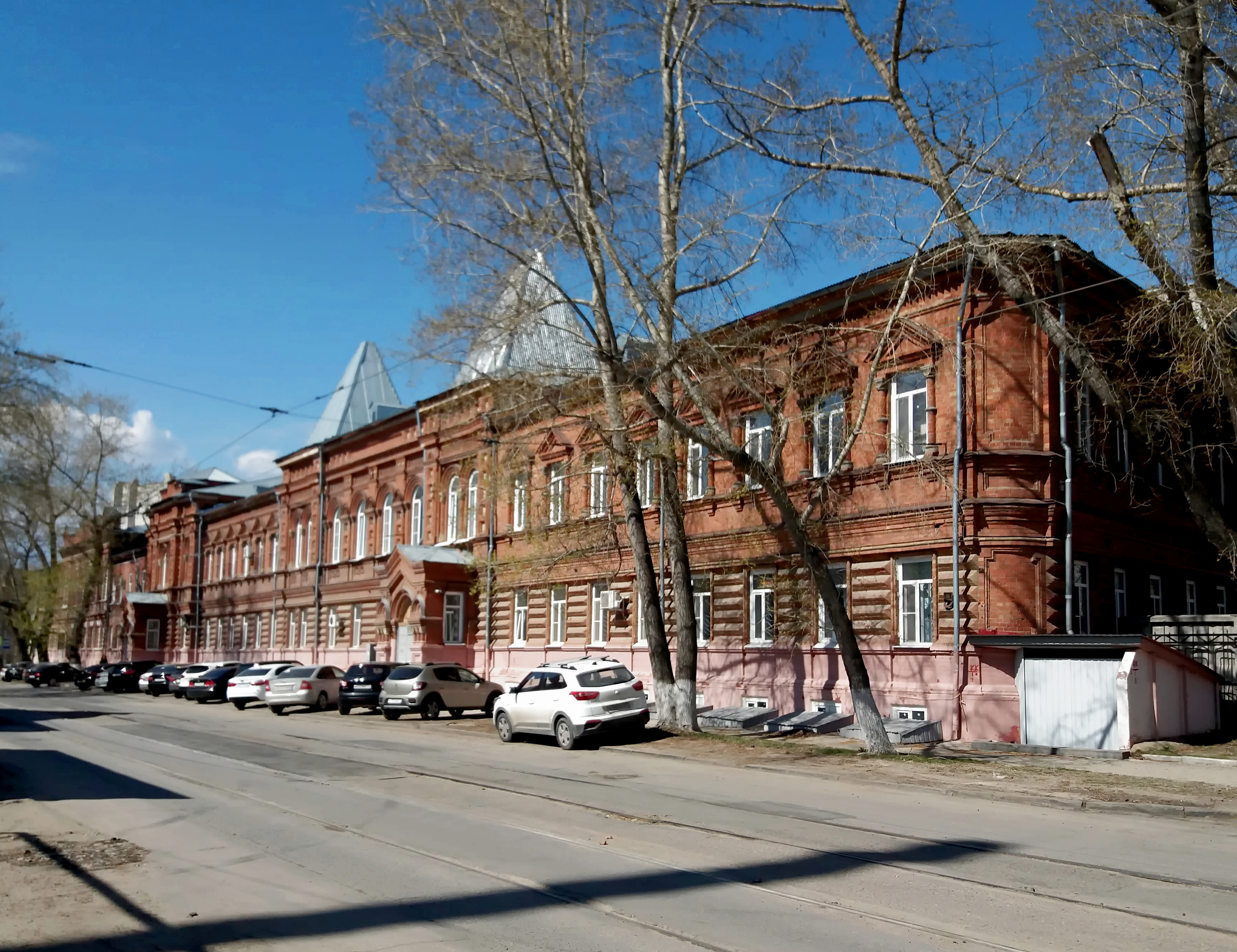
Здание УИ ГА.

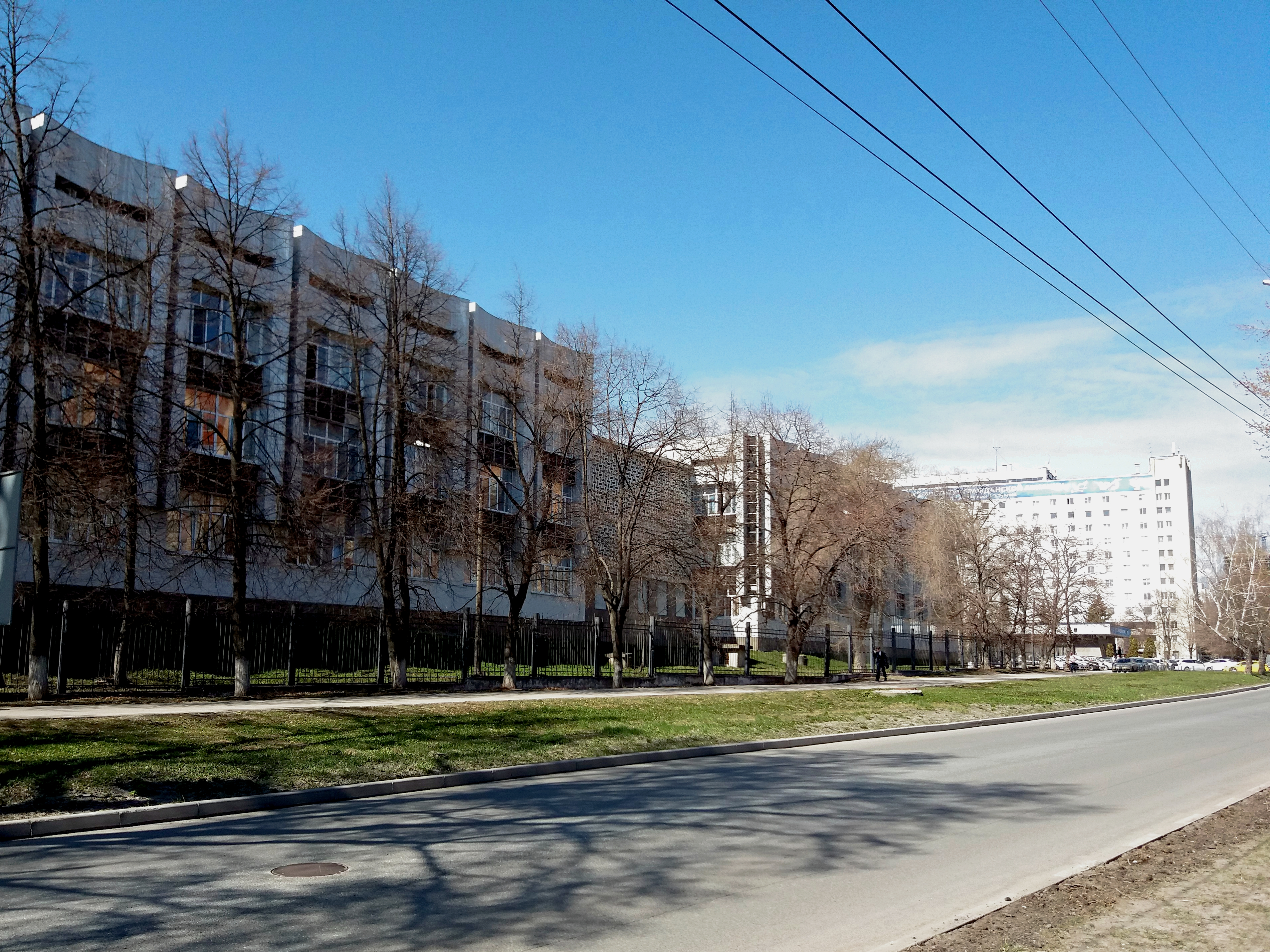
Здание УИ ГА.

22 сентября 2017 года Ульяновский институт гражданской авиации имени Б. П. Бугаева посетил министр транспорта России Максим Соколов.
С 1 сентября 2023 года Ульяновский институт гражданской авиации начнёт готовить инженеров по эксплуатации беспилотных авиационных систем.

## Руководители
- Титов Василий Сергеевич — начальник КВЛП — ШВЛП, 1943—1953 гг.[17]
- Шубин Кузьма Иванович (1901—1966)[18], начальник ШВЛП, 1953—1961 гг.
- Банный Михаил Афанасьевич (1922—1996), начальник ШВЛП, 1961—1964 гг.
- Охонский Александр Иванович (1922—1997), Герой Социалистического Труда, начальник ШВЛП, 1965—1974 гг.
- Таращан Иван Антонович (1923—1998), начальник ШВЛП, 1974—1977 гг.
- Муштатов Павел Петрович (1928—2001), начальник ШВЛП / Центра ГА СЭВ, 1977—1986 гг.[19]
- Ржевский Виталий Маркович (1936—2024), начальник Центра ГА СЭВ / ректор УВАУ ГА(И), 1986—2006 гг.[20][21]
- Краснов Сергей Иванович (р. 1959), ректор УВАУ ГА(И) / УИ ГА, 2006—2019 гг.[22][23][24][25]
- Африкантов Николай Николаевич (р. 1956), ректор УИ ГА, 2019— 2024[26]
- Смольников Евгений Вильевич (р. 1959), ректор УИ ГА, 2024— по н. в.[27][28]

## Председатели попечительского совета УИ ГА
- Рябухин Сергей Николаевич (до 2022)[29]
- Русских Алексей Юрьевич (с 25.02.2022 по н. в.)[30][31]

## Известные преподаватели
- |  | Список примеров в этой статье не основывается на авторитетных источниках, посвящённых непосредственно предмету статьи. Добавьте ссылки на источники, предметом рассмотрения которых является тема настоящей статьи (или раздела) в целом, а не отдельные элементы списка. В противном случае список примеров может быть удалён. (21 августа 2021) |

 Якурнов Иван Федотович — работал лётчиком-инструктором, диспетчером службы движения ШВЛП. Перед выходом на пенсию работал в Ульяновском музее истории гражданской авиации. 
- Клименко Михаил Гаврилович — работал лётчиком-инструктором[33].
- Мартьянов Николай Иванович — работал преподавателем[34].
- Павлов Иван Дмитриевич — работал диспетчером в службе движения[35].
- Иванов Сергей Андреевич — работал лётчиком-инструктором[36].
- Степанян Нельсон Георгиевич — окончил КВЛП, работал лётчиком-инструктором[37].
- Таран Григорий Алексеевич — работал лётчиком-инструктором[38].
- Бажанов Валентин Александрович — работал заведующим кафедрой гуманитарных и социальных дисциплин[39].
- Кузьмин Валентин Степанович — советский и российский тренер по легкой атлетике, заслуженный тренер РСФСР, доцент кафедры физического воспитания[40][41].
- Охонский Александр Иванович — пилот-инструктор, старший пилот-инструктор и заместитель начальника по лётной подготовке, начальник УШВЛП (1965—1974)[42].
- Андрианов Владислав Васильевич — старший преподаватель кафедры физической культуры и спорта[43].
- Васин Иван Федотович — работал лётчиком-инструктором в 1950-х годах[44].
- Калякин Алексей Витальевич - старший преподаватель кафедры авиатопливообеспечения.
- Паничкин Георгий Николаевич - старший преподаватель кафедры авиатопливообеспечения.

## Известные выпускники
Категория: Выпускники Ульяновского высшего авиационного училища гражданской авиации
- Грязнов Викентий Григорьевич — бортмеханик самолёта «Ту-104», Герой Советского Союза (1973). Окончил в 1962 г.
- Мусабаев Талгат Амангельдиевич — советский и российский космонавт. Герой Российской Федерации (1994), Народный Герой Казахстана (1995).
- Кужельная Надежда Васильевна — российский космонавт-испытатель, 12-й набор НПО «Энергия». Окончила в 2004 г.
- Солодовников Сергей Максимович — Диспетчер Владивостокского центра ОВД
  - Окончил в 2021 году. В 2023 году предотвратил в перспективе самую крупную авиакатастрофу в мире, 10 августа в 7:21 утра в сложных метеоусловиях , вовремя заметил ошибку авиадиспетчера смежного сектора, который разрешил посадку ВС Boeing 777, в момент начала взлета и разбегающегося в противоположном направление Airbus 350-900 а/к Аэрофлот. Удостоен звания Герой Труда.

## Награды
- Орден Ленина (1973);
- Орден Дружбы народов (1985);
- Орден «Солидарность» (1986, Куба)[45].

## Катастрофы
- Катастрофа Ил-18 в Ульяновске;
- Катастрофа Ан-10 1962 года в Ульяновске[46];
- 20 октября 1989 года при подлёте к Ленинакану потерпел катастрофу Ил-76 Центра ГА стран СЭВ, погибло 10 членов экипажа и 5 пассажиров.

## Галерея

Аншлаг "УИ ГА".
Аншлаг "Ордена УИ ГА".
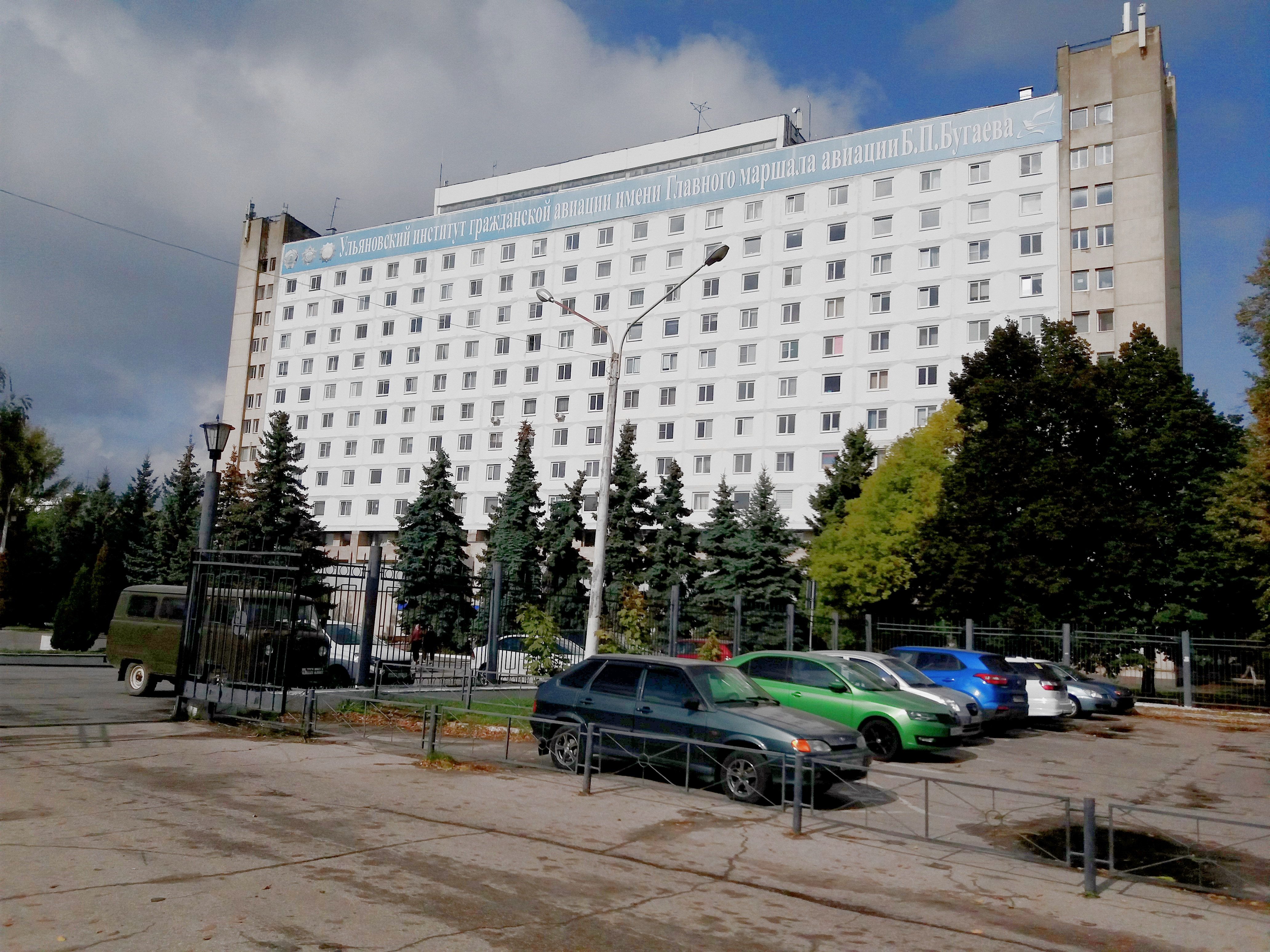
Здание УИ ГА.
Памятник на территории УИ ГА.